# Brennhexe

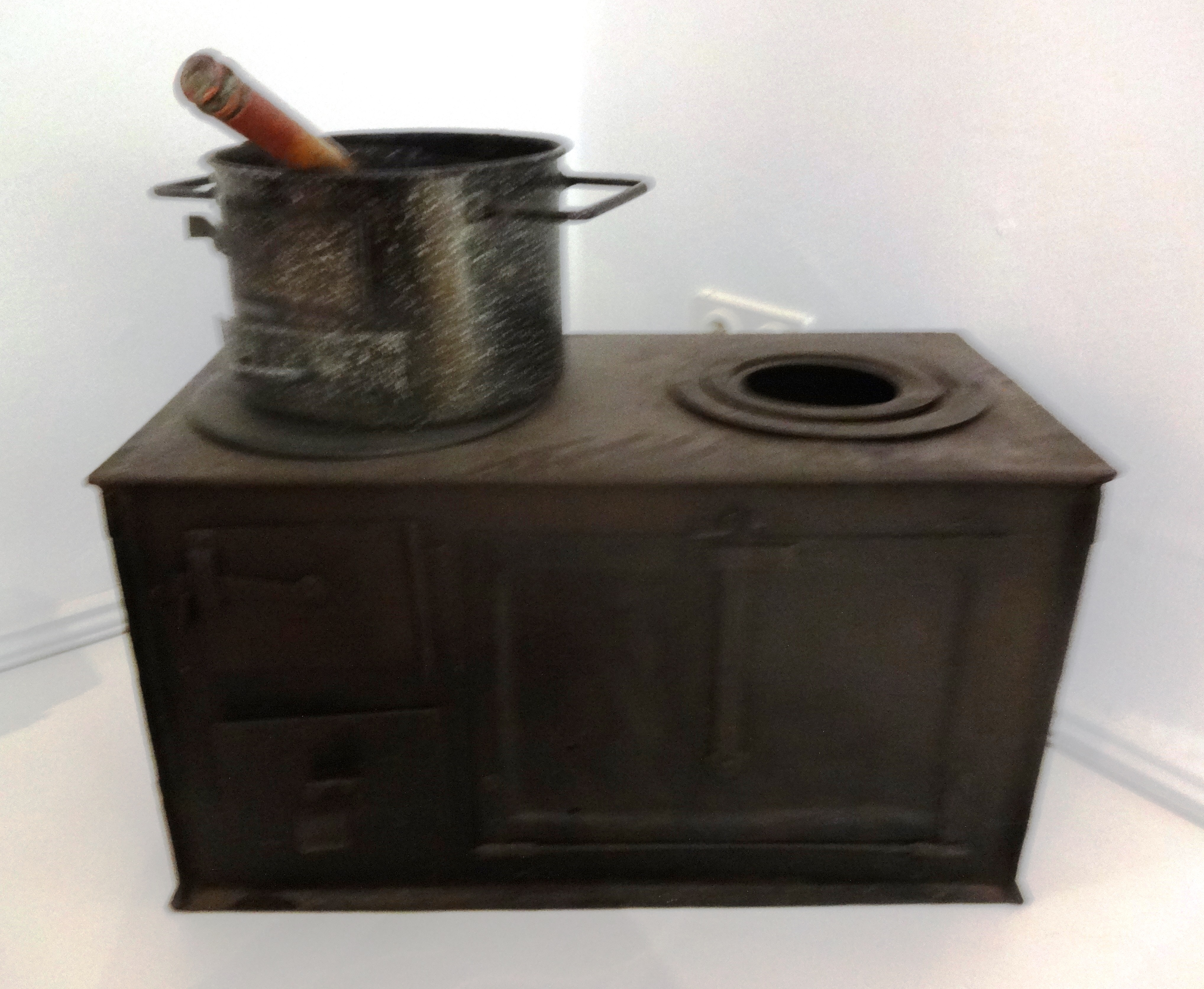
Brennhexenherd, 2. Hälfte der 1940er Jahre, Dithmarscher Landesmuseum

Eine Brennhexe,  auch Kochhexe genannt, war ein einfach hergestellter Ofen oder Herd, der mit Holz, Briketts, Torf  oder Grude betrieben wurde. 
Verbreitet waren in der Kriegs- und Nachkriegszeit rechteckige Kochhexen aus starkem Eisenblech. Durch Herausnehmen unterschiedlich großer Ringe konnte man verschieden große Töpfe einsetzen, die dann direkt über dem Feuer hingen. Unter der Herdplatte befand sich entsprechend die Befeuerungsöffnung, darunter ein Aschebehälter. Meist hatten diese Öfen auch eine aufklappbare kastenförmige Öffnung, die als Backofen genutzt werden konnte. Der Rauchabzug funktionierte nicht über ein Kamin, sondern das Ofenrohr wurde meist über eine Aussparung im Fenster nach außen geführt.
Brennhexen fanden nach dem Zweiten Weltkrieg in Flüchtlingslagern und überfüllten Wohngebäuden große Verbreitung, denn sie waren in jedem Raum auch ohne Schornsteinanschluss einsetzbar. Sie waren handwerklich und ohne großen Materialaufwand herzustellen, zudem für unterschiedliche Brennmaterialien geeignet und nutzten die Energie sparsam zum Kochen wie zum Heizen.